# Oscar Thorsing
Oscar Uno Konrad Thorsing, född 1 december 1896 i Stockholm, död 6 december 1967 i Stockholm, var en svensk ambassadör och journalist. 

## Biografi
Oscar Thorsing var son till byggmästaren Per Konrad Andersson och Gunhilda Johansson. Efter att han blivit fil. kand. vid Uppsala universitet 1919 studerade han vid London School of Economics, Paris universitet och i Genève, samt var därefter anställd i kommissionen för internationella socialpolitiska samarbetet och i Socialstyrelsen 1921–1922. Sedan han kommit tillbaka till Sverige var han utrikesredaktör vid Social-Demokraten fram till 1930, samt tillfälligt sekreterare vid Nationernas förbund 1924. 1930 utsågs Thorsing till pressattaché vid beskickningen i London och förblev där till 1938 då han åter i Sverige utsågs till byråchef vid Utrikesdepartementets pressbyrå och erhöll utrikesråds namn 1944. 1946 var han svensk minister i Dublin och upphöjdes till envoyé 1951. Året därefter efterträdde han Sven Grafström som svensk FN-ambassadör och efterträddes 1956 av Gunnar Jarring, medan han själv fick tjänst som ambassadör i Ottawa. Thorsing var en av dem som valde Dag Hammarskjöld till FN:s generalsekreterare 1953.
Vid sidan av den ordinarie tjänstgöringen var Thorsing på offentlig informationsresa i Nord- och Sydamerika 1943–1944, 1939 medlem av ett statligt organ för informationsväsendet, ledamot av Statens informationsstyrelse 1940–1945, Radionämnden 1941–1946 och styrelseledamot av Svenska institutet 1945–1946. Till skillnad från sina kollegor i diplomatkåren kom Thorsing från relativt enkla förhållanden. Med sin för tiden gedigna utbildning och goda kontakter i socialdemokratin, vars ideal han delade, gjorde han en snabb karriär. Thorsing var också ledamot i bestyrelsen för Sveriges deltagande i New York-utställningen 1939.
Thorsing var från 1924 gift med Anna Elsa Margareta (Greta) Bergman. Han är begravd på Solna kyrkogård.

## Utmärkelser

### Svenska utmärkelser
- Kommendör av Nordstjärneorden, 15 november 1949.[1]

### Utländska utmärkelser
- Kommendör av Finlands Vita Ros' orden, 1940.[2][3]
- Kommendör av Chilenska förtjänstorden al Mérito, 1944.[4][5]
- Kommendör av Brasilianska Södra korsets orden, 1946.[6][7]
- Kommendör av Nederländska Oranien-Nassauorden, 1946.[6][7]
- Kommendör av Norska Sankt Olavs orden, 1947.[7][8]
- Kommendör av Danska Dannebrogorden, 1952.[9][10]